# Флаг Лимбурга (Нидерланды)
Флаг Лимбурга — официальный символ нидерландской провинции Лимбург. Состоит из белой (сверху) и жёлтой (снизу) полос одинаковой ширины, разделённых более узкой синей полосой, поверх которых у древкового края полотнища помещено изображение красного восстающего льва с двойным хвостом. Флаг был официально утверждён 28 июня 1953 года. Он не используется в бельгийском Лимбурге, у которого имеется свой собственный флаг.

## Символика

Флаг герцогства Лимбург (1839—1867)

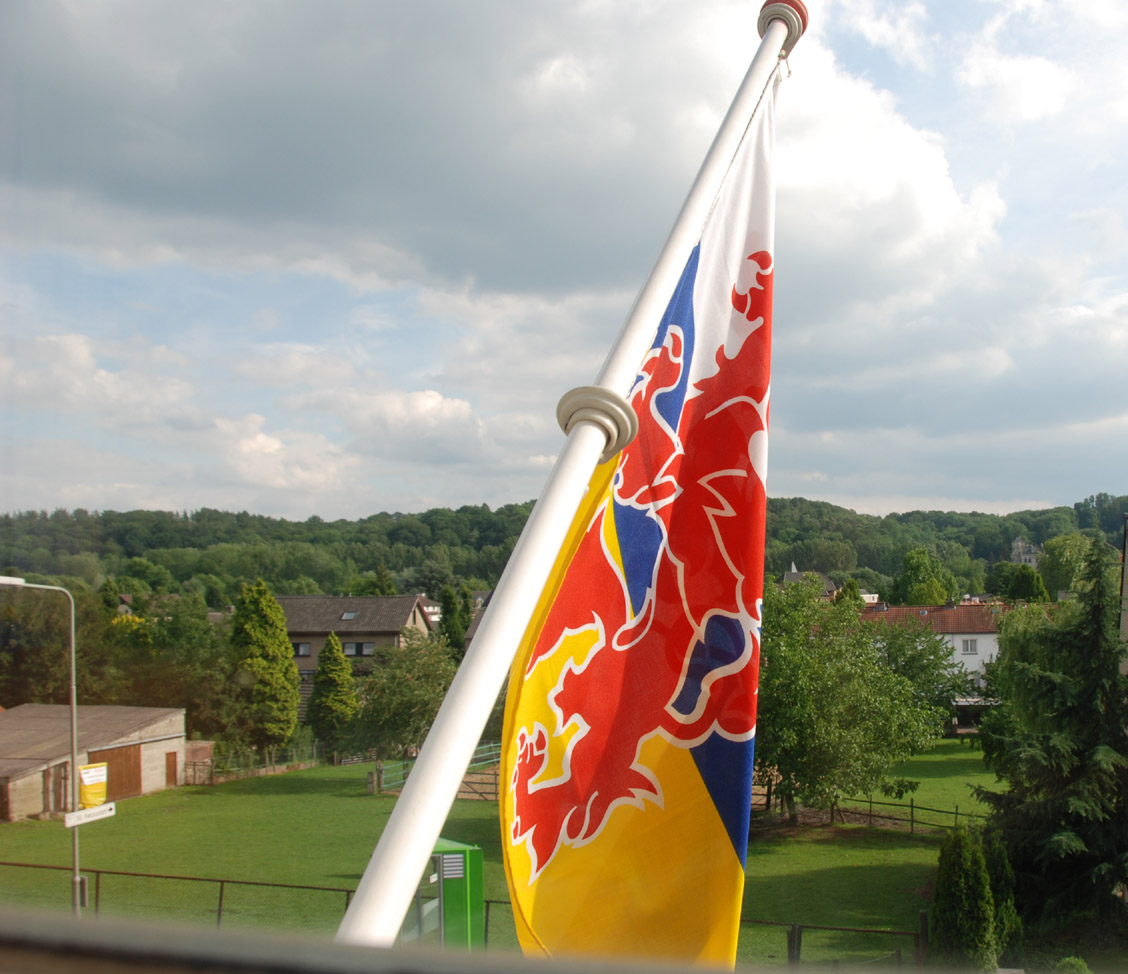
Флаг на древке

Цвета флага восходят к цветам герба, дарованного провинции Лимбург указом № 26 от 27 декабря 1887 года короля Виллема III.
Лев является символом герцогства Лимбург, территория которого лишь частично вошла в состав одноименной нидерландской провинции. Отличительными чертами лимбургского льва являются корона и двойной хвост. Синяя полоса обозначает реку Маас, протекающую по территории провинции с юга на север.

## Дизайн и пропорции
Соотношение длины и ширины флага составляет 2:3, как и у флага Нидерландов. Белая и жёлтая полосы (которые в языке геральдики называются серебряной и золотой соответственно) имеют одинаковую ширину. Каждая из них составляет две пятых от ширины флага; синяя полоса составляет одну пятую.
C 25 января 2005 года утверждены точные оттенки цветов флага по системе PMS. Жёлтому присвоен код PMS 130 C, синему — PMS 072 C, красному — PMS 032 C.

## История
В основе флага лежит дизайн, разработанный архитектором из Маастрихта Луи Марисом (1904—1986). В его версии не было жёлтого цвета: нижняя полоса была белой. Помимо проекта Мариса были и другие, но они были отклонены. В других версиях флага присутствовали жёлтый и чёрный, так как герб Лимбурга состоит из красного, белого, синего, жёлтого и чёрного цветов.
В XIX веке нидерландские провинции могли пользоваться только флагом Нидерландов. В герцогстве Лимбург, которое согласно Лондонскому договору (1839) стало частью Германского союза до 1868 года, использовался красно-белый флаг. В 1880-х годах нидерландское правительство неоднократно объявляло этот флаг вне закона.